# Ruhlaer Skihütte
Als Ruhlaer Skihütte wird eine Kleinsiedlung am Rennsteig bezeichnet, die zum Ortsteil Winterstein der Stadt Waltershausen im Landkreis Gotha gehört.

## Geografie
Die Ruhlaer Skihütte liegt an der Landesstraße 1027 (Liebensteiner Straße). Der Ort gilt wegen seiner Höhenlage (660,4 m ü. NN) auf dem Kamm des Thüringer Waldes als  relativ „schneesicher“. Wanderer erreichen die Ruhlaer Skihütte auch mit dem Wanderbus von Eisenach über Ruhla zum Großen Inselsberg oder auf der Regionalbusstrecke Gotha–Bad Salzungen. Die nächstgelegenen Orte sind Winterstein (Landkreis Gotha), Ruhla, Seebach, Steinbach (alle Wartburgkreis) sowie Brotterode (Landkreis Schmalkalden-Meiningen).

## Geschichte
Die bereits im Hochmittelalter bedeutsame „Schweinaer Straße“ und die von Schmerbach heraufkommende „Weinstraße“ trafen im Bereich der „Hinteren Schwarzbachswiese“ auf den Rennsteig. Eine von Waldarbeitern angelegte Siedlung und ein dort befindlicher Rastplatz für Fuhrwerke bestand noch im 17. Jahrhundert, als dieses Areal zum Herzogtum Sachsen-Gotha gehörte. Die Jagdinteressen der Herzöge verhinderten offenbar den Ausbau zu einer Ortschaft.
In den 1930er Jahren wurde die Ruhler Skihütte von Max Raebel und befreundeten Wintersportfreunden erbaut und 1932 eingeweiht. Das auch als Schutzhütte und Wanderunterkunft beliebte Blockhaus besteht noch und wird heute als Traditionsgaststätte betrieben.
In den 1960er Jahren erwirkte der VEB Solidor Marienthal beim Rat des Kreises Gotha die Erlaubnis für die Errichtung eines Kinderferienlagers. In der Nachbarschaft entstand gleichzeitig ein Bungalowdorf. Das Kinderferienlagergebäude wurde ausgebaut und später das Hotel und Restaurant „Rennsteighof“.
In den 1990er Jahren errichtete ein Falkner und Vogelkundler neben dem Gasthaus „Ruhlaer Skihütte“ die „Greifvogelwarte am Rennsteig“.